# 傅煒亮
傅煒亮（1927年8月26日—1951年12月19日），台灣新竹人，中國共產黨員，國立臺灣大學工學院機械系肄業，受羅吉月吸收加入中共台湾省工委台大工學院支部，受王超倫領導，四六事件後返回故鄉開書局營生，仍參與台大工學院支部活動後遭妻子誤會而被檢舉，竟變成叛亂案而遭判死刑。

## 生平
傅煒亮，1927年生，日治時期新竹州人，1945年考入台大工學院機械系，1947年二二八事件發生後，多數學生思想開始左傾，1947至1949年間國共內戰，國民政府三大戰役全面潰敗後，解放台灣成為可能，1948年12月，受同學羅吉月吸收加入省工委學工委台大工學院支部成為共產黨員，並受王超倫領導。1949年4月6日發生四六事件，許多學生遭到關押審問，由於四六事件後台大及師院遭到清查，傅煒亮返回故鄉開興中書局營生，在書局中流通巴金及魯迅等左聯作家的禁書，除經營書局，傅仍參與台大工學院支部活動，並向書店女員工灌輸社會主義思想，引起其妻之懷疑丈夫外遇而報警，憲警於是對傅煒亮展開跟蹤，發現傅煒亮與新竹中學教師黎子松經常往來，不料竟意外演變成叛亂案。
憲警發現傅煒亮書局流通禁書，並查獲書局油印新華社廣播內容複寫提供給羅吉月，新竹中學教師黎子松經常與傅煒亮往來也遭到跟蹤，憲警因跟蹤傅煒亮竟破獲黎子松所組織之社會主義青年大同盟，原來黎子松過去曾加入共產黨，到新竹中學任教期間，吸收學生加入其所成立之組織，由於黎子松有寫日記的習慣，對於行程交代詳細，警方因此搜捕大量涉案學生，1951年9月8日台灣省保安司令部判決傅煒亮、黎子松死刑，1951年12月19日槍決於馬場町。

## 倖存者回憶
由於新竹市立中學受傅煒亮案影響，遭到逮捕的學生不少，根據倖存受難者周賢農的回憶，黎老師與其他科老師教法大異其趣，上課經常講國內外時勢，經由他的介紹在新竹北門的興中書局買到巴金及魯迅的書，思想左傾不少，爾後老師甚至做家庭訪問讓他受寵若驚，但實際上訪談多與課業無關而以思想教育為主，由於黎老師把邀請那些同學參加甚麼活動都寫進日記，日後成為判決的重要依據，讓我很不以為然，有一天，黎老師來我家，邀請我加入社會主義青年大同盟，我不假思索就答應了，他在小紙張上寫了一些誓詞要我跟著唸，然後用打火機燒掉，之後老師要我吸收幾個同學加入....

## 家庭
- 大哥：傅偉東
- 大弟：傅偉奇，同案因資助油印設備而遭判刑五年
- 二弟：傅偉村
- 三弟：傅偉勳，台大哲學系，授業於方東美，為生死學知名教授
- 姊妹：傅瓊珠、傅淑華
- 女：傅麗燕

## 平反
2018年10月5日，促進轉型正義委員會發布〈促轉三字第1075300110B號函文〉，正式撤銷受難者林慶雲君等1270人之刑事有罪判決暨其刑，其中(40)安潔字第 3399 號，有關傅煒亮共同意圖以非法之方法顛覆政府而著手實行之有罪判決暨其刑及沒收之宣告正式撤銷。

## 紀念
2013年10月，北京西山國家森林公園的無名英雄廣場上立有無名英雄紀念碑，為紀念來台灣在1950年代被處決「隱避戰線烈士」而設立，傅煒亮銘刻於紀念碑上，為中共國家安全部追認之中華人民共和國烈士。